# Народни покрет Косова
Народни покрет Косова (алб. Lëvizja Popullore e Kosovës; скраћено НПК или LPK) била је политичка странка на Косову и Метохији. Била је активна после рата на Косову и Метохији, док је пре тога деловала као политички покрет албанских националиста. Значајну финансијску помоћ је добијала од албанске дијаспоре, поготово из Швајцарске и Немачке, пореклом из бивше Југославије.

## Идеологија
Основан је почетком 1980-их, а услед политичких преврата стекао је пажњу албанског становништва бивше Југославије. Током немира на Косову 1981. године, залагао се да САП Косово постане седма југословенска република. Покрет је искристалисан 17. фебруара 1982. године у Швајцарској, као марксистичко-лењинистички савез албанске дијаспоре са подршком и симпатијама из комунистичког режима Енвера Хоџе, борећи се за права Албанаца широм Југославије, те уједињење Албаније и Косова.
Идеологија покрета је левичарски национализам. Петер Шварц, говорећи о Ослободилачкој војсци Косова (ОВК), наводи: „У Немачкој је била у току примена забране против овог покрета, оријентисаном према Енверу Хоџи”. Роберт Елси у својој књизи Historical Dictionary of Kosovo наводи да: „У почетку је [покрет] био марксистички оријентисан, видећи спас Косова у Албанији и на тај начин подржавајући режим Енвера Хоџе”. Идеологија марксизам-лењинизам била је неопходна да би се добила подршка Албаније, а напуштена је након пада комунизма у Албанији.